# Айигол (приток Ильяка)
Айигол (Правый Ильяк, уст. Ай-Иго́л) — река в Томской области России. Сливаясь с рекой Левый Ильяк образует реку Ильяк в 78 км от его устья.

## Притоки
- ? км: Чебачка
- 23 км: Тунгусская
- 30 км: Таёжная
- Рябчевского
- 40 км: Безымянная

## Данные водного реестра
По данным государственного водного реестра России относится к Верхнеобскому бассейновому округу, водохозяйственный участок реки — Обь от впадения реки Васюган до впадения реки Вах, речной подбассейн реки — Васюган. Речной бассейн реки — (Верхняя) Обь до впадения Иртыша.